# 21LIVE
21LIVE（ニーイチライブ）は、PCやiOS、Android端末でライブ配信・視聴ができるライブストリーミングサービスである。
株式会社エムアンドティーティーが運営している。

## 概要
21LIVEは2021年7月1日～11日にベータ版をWEB上でリリースし、同年7月21日にグランドオープンしたライブ配信サービスである。
グランドオープンの際にはオフィシャルアンバサダーに就任したコスプレイヤー、えなこによる配信が1時間行われた。
WEB上だけのサイトであったが、2022年5月21日にiOSとAndroid版のアプリをリリースし、PCやスマホでもライブ配信および視聴が行えるようになった。
ライブ配信者（ライバー）と視聴者（リスナー）とのコミュニケーションを一番に考えるサービスを重要視している。
21LIVEという名称の由来は、数秘術と英語からきている。
数秘術において21とは、思い通りになっていく状態を指すナンバーとされており、LIVEは英語で人生を意味する。
「21LIVE＝思い通りの人生がここから始まる」をコンセプトとしてサービスを展開している。

## 沿革

### 2021年
- 7月1日～11日 - 1日～11日ベータ版をリリース
- 7月21日 - グランドオープン。オフィシャルアンバサダー・えなこによる第1回目の配信が行われる[4]

- 8月18日 - 「21☆TALK」をサイト内に追加。掲示板のような仕様でライバーとリスナーが配信外でも交流を持てるようになる
- 8月21日 - オープニングアンバサダーえなこによる2弾目のライブ配信が行われる。

- 9月8日 - サイト内タイムラインにコメント機能を追加
- 9月9日 - ライブ配信中にプロフィールを表示できる機能を実装
- 9月17日 - 流星コメントを追加
- 9月18日 - 2代目アンバサダーとして上矢えり奈を起用。[5]同日、1回目の配信が行われる
- 9月30日 - 利用規約を変更

- 10月 - FirefoxやGoogle chrome、Snap Cameraを用いて21LIVEを使用する方法の案内をユーザーに提供
- 10月 - 元仮面女子のモリカノンをオフィシャルライバーとして起用
- 10月7日 - 配信中のコメントミュート機能を追加
- 10月8日 - プロフィール欄に配信スケジュール設定機能を追加
- 10月9日 - オフィシャルアンバサダー・上矢えり奈による2回目のライブ配信が行われる。
- 10月12日 - 無料動画投稿機能を追加
- 10月19日 - 入室コメントやギフトボード表示の機能を追加

- 11月 - 「劇団九州男」の座長である大川良太郎をオフィシャルライバーとして起用することを発表[6]

### 2022年
- 5月21日 - ライブ配信アプリ「21LIVE」としてApp StoreとGoogle Playでリリース[1]
- 配信中だけでなく、カメラや撮影用としても使える無償のビューティカメラ機能をアプリに搭載[1]
- ライバーとリスナーがやり取りできるDM機能をアプリ内に追加
- 5月21日 -配信者に時給ボーナスを支給する公式ライバー制度を開始[7]
- 8月16日 - 芸能プロダクション・エフエンタープライズによるプロデュースが開始[8]
- 9月12日 - 配信アーカイブ機能を追加[9]
- 12月26日 - オリジナルアイテム「21カード」ランダムギフト・がちゃギフトが追加[10]

### 2023年
- 3月15日 - ログインボーナスがオリジナルシーサーアイテムにリニューアル[11]
- 4月15、16日 - 島ぜんぶでおーきな祭・第15回沖縄国際映画祭のスポンサーとして参加[12]
- 5月24日 - アプリ版のデザインをリニューアル[13]
- 5月25日 - WEB版のデザインをリニューアル
- 6月1日  - 通信カラオケ機能をアプリ版に搭載。[14] ライブ配信中のカラオケが可能になったほか、配信外でカラオケのみの使用や採点も可能。楽曲使用については、JASRAC、NexToneと包括契約を交わしている。

### 2024年
- 4月20、21日 - 島ぜんぶでおーきな祭・第16回沖縄国際映画祭にスポンサーとして参加[15]
- 6月1日（土）ファン機能を追加し、ファンレベルを可視化[16]

## イベント
21LIVEは、ライバー・リスナーが参加できるイベントを定期的に開催している。
サイト・アプリ内通貨であるGOLDをゲットしようというイベントから、オフィシャルアンバサダーやライバーによるリスナー向けの企画も行われている。

### 過去のイベント
- コインチャージ1.5倍
- 配信でコインGET
- ギフトランキング
- レベルランキングイベント
- お友達紹介イベント
- えなこお絵描きプレゼント企画
- LINE登録でコインGET
- クレジット決済で1,000コインGET
- 電話番号認証で1,000コインGET
- 30時間以上配信で針ファンデGET（女性ライバー限定）
- ハートランキング
- 条件達成で3,000円のAmazonギフト券GET
- 配信ポイントランキング
- オキコレ
- 顔出し配信で最大1,000円ゲット
- 毎日ログイン最大105コインゲット
- 誕生石の伝説
- お友達紹介キャンペーン
- CM撮影会 in 沖縄　ご招待イベント
- CM出演モデル争奪戦
- アプリを起動するだけで毎日105コインプレゼント！
- 総額500万コイン相当配布！花火ギフトランキング
- コメントするだけでコインもらい放題！
- ハロウィンギフトイベント
- フォロー＆リツイートでAmazonギフト券が当たる！
- ボーダー達成者全員にAmazonギフト券プレゼント
- 公式ライバーランクUPチャレンジ
- コイン山分けキャンペーン
- 「第15回沖縄国際映画祭・レッドカーペットを歩こう」沖縄ご招待
- CM出演動画出演・争奪ランキング（沖縄国際映画祭イベント会場放映用）
- BSよしもとCM出演
- 誕生石の伝説 コイン山分けリスナーランキング
- 新人リスナー歓迎配信で配信スコア2倍
- CM出演ライバーオーディション
- 美肌応援プロジェクト
- 夏のボーナス抽選会
- 沖縄ご招待イベント（クルーザー貸切BBQパーティー）
- 推しライバーを応援しておそろいTシャツをGETしよう！！
- Summer Festival
- 顔出し配信で毎日1,000GOLDゲット！
- Party Live
- Web動画＆広告モデルになろう！
- After Summer
- X＆Facebookヘッダーモデル争奪戦
- お月見イベント
- 総額500万GOLD争奪ランキング
- オリジナルグッズ＆総額50万コインをGET
- AUTUMN FESTIVAL
- Xmas Ver.LINEモデルイベント
- クリスマスタンブラー争奪イベント
- XリポストNO.1決定戦
- イベントボーダー達成でAmazonギフト券1,000円贈呈
- お歳暮企画 推しと一緒に年越し沖縄そばを食べよう
- Xmas FESTIVAL
- 年末Party Live
- 推しライバーを応援してGET！21オリジナルグッズ＋総額50万コイン
- 第16回「島ぜんぶでおーきな祭 沖縄国際映画祭」レッドカーペットへご招待
- カラオケバトル
- イースタータンブラー争奪イベント
- EASTER FESTIVAL
- 最大200万GOLD争奪ランキング
- 最大20万COIN争奪ランキング
- 報酬率50％へ引き上げ
- ビール星人を集めよう
- 目指せ！21トップライバー
- 目指せ！21盛り上げ＆応援隊長
- 配信ポイントが人気の証
- 駅広告に載ろう～原宿駅編～
- アフリカ魔偉魔偉を捕獲しよう！
- 花火大会
- BOYS & GIRLSグランプリ決定戦
- CM撮影会ご招待イベントin沖縄
- 駅広告に載ろう～秋葉原駅編～
- The Last Summer Festival
- みんなでシーサーを呼ぼう！
- 駅広告に載ろう～大阪（梅田）駅編～
- お月見タンブラー争奪イベント
- HALLOWEENスペシャルイベント
- 輝け新星ライバー！21デビュー戦！
- シーサーコンプリート企画
- 駅広告に載ろう～横浜駅編～
- Halloween Festival
- 星に願いをこめて
- 500Cガチャを集めよう！！コンプリート企画
- 秋祭り
- Christmasスペシャルイベント
- 駅広告に載ろう～池袋駅編～
- ギフトをもらってお正月背景ゲット！年末福あつめ
- END OF YEAR FESTIVAL
- ストアバナー＆Webモデルになろう
- 駅広告に載ろう～近鉄難波駅編～
- 第一回「沖縄国際文化祭」レッドカーペットにご招待！
- ホワイトデーイベント
- 田中あいみ友情ライブ出演
- 春爛漫！ランキング上位でAmazonギフト券最大3万円分プレゼント！
- 駅広告に載ろう～博多駅編～
- シーサーを集めよう！！コンプリート企画

## 出演者

### オフィシャルアンバサダー
- えなこ（プロコスプレイヤー）-（2021年7月～9月）

- 上矢 えり奈（タレント）-（2021年10月～12月）

### オフィシャルライバー
- 塚本 舞（タレント）-（2021年10月～12月）
- モリカノン（元仮面女子・アリス十番）-（2021年10月）